# Anne Frank Fonds
Der Anne Frank Fonds (AFF) ist eine Stiftung schweizerischen Rechts mit Sitz in Basel.

## Hintergrund
Das Tagebuch der Anne Frank wurde nach dem Zweiten Weltkrieg zu einem Werk der Weltliteratur. Anne Frank führte ihr Tagebuch vom 12. Juni 1942 bis zum 1. August 1944, anfänglich in der Wohnung am Merwedeplein, den größten Teil aber im Hinterhaus des Gebäudes Prinsengracht 263 (heutiges Anne-Frank-Haus) in Amsterdam. Dort versteckte sie sich zwei Jahre lang mit Familienangehörigen und Bekannten vor den Nationalsozialisten, um der Deportation und Ermordung zu entgehen.
Nach der Verhaftung der Familie Frank nahm Miep Gies, eine deren Helfer, das Tagebuch an sich und bewahrte es so vor dem Zugriff der Gestapo. Das Tagebuch übergab sie nach dem Krieg an Annes Vater Otto Frank, der als einziger seiner Familie den Krieg und Holocaust überlebt hatte. Dieser veröffentlichte die Aufzeichnungen, die schon in den 1950ern zum meistverkauften Taschenbuch und meistaufgeführten Bühnenstück in der Bundesrepublik Deutschland wurden. Sie wurden in über 70 Sprachen übersetzt und machten die Autorin zu einem der bekanntesten Opfer des Holocausts. 2009 wurde das Tagebuch von der UNESCO in das Weltdokumentenerbe aufgenommen. Es wurde mehrfach verfilmt.

## Geschichte
Der Anne Frank Fonds wurde von Otto Frank mit seiner zweiten Ehefrau «Fritzi» 1963 in Basel gegründet. Frank setzte den Fonds zu seinem Universalerben ein. Als solcher verwaltet der Fonds das Urheberrecht am Tagebuch der Anne Frank und engagiert sich für den Schutz von Anne Franks Werk und Integrität. Er ist unabhängig vom Anne-Frank-Haus in Amsterdam.
Die Nonprofit-Organisation unterstützt mit den Einnahmen aus dem Verkauf des Tagebuchs eine Vielzahl von Projekten weltweit. Dabei orientiert sich der Fonds an den Leitgedanken von Anne Frank und Otto H. Frank, denen Bildung, Dialog, Völkerverständigung und Überwindung von Vorurteilen und Rassismus am Herzen lagen. Der Fonds hat den «Medical Fund for the Righteous» eingerichtet, aus dem Medikamente für Gerechte unter den Völkern in Osteuropa finanziert werden. Der Fonds unterstützt seit dem Jahr 2000 die jährlich von der Stadt Bergen ausgerichteten «Anne-Frank-Friedenstage» und verbreitet die Botschaft des Tagebuchs von Anne Frank in weltweiter Zusammenarbeit mit verschiedenen Institutionen. Im Jahr 2003 wurden dem United States Holocaust Memorial Museum in Washington, D.C. für eine Ausstellung einige Originalblätter von Annes Aufzeichnungen zur Verfügung gestellt. Der Jahresbericht zeigt die Bemühungen auf globaler Ebene bei Projekten in Deutschland, Israel, Indien, der Schweiz, dem Vereinigten Königreich und den Vereinigten Staaten.
Der Fonds wird von einem ehrenamtlichen Stiftungsrat geführt. Von 1996 bis zu seinem Tod 2015 war Anne Franks Cousin Buddy Elias Präsident des Fonds, aktueller Präsident ist John D. Goldsmith.

## Veröffentlichungen
- Anne Frank-Fonds (Hrsg.): Gesamtausgabe : Tagebücher – Geschichten und Ereignisse aus dem Hinterhaus – Erzählungen – Briefe – Fotos und Dokumente von Anne Frank. Übersetzt aus dem Niederländischen von Mirjam Pressler. Fischer, Frankfurt am Main, 2013, 816 Seiten. ISBN 978-3-10-022304-3 (Gesamtausgabe sämtlicher Texte von Anne Frank mit bislang unveröffentlichten Briefen und Schriften und vielen Fotos, enthält alle Fassungen des Tagebuchs sowie Ergänzungen zum historischen Kontext (von Gerhard Hirschfeld) und zur Wirkungsgeschichte des Tagebuchs (von Francine Prose)).
  - WBG, Darmstadt 2013, ISBN 978-3-534-26391-2 (nur für Mitglieder der Wissenschaftlichen Buchgesellschaft).